# Knoxia hedyotoidea
Knoxia hedyotoidea är en måreväxtart som först beskrevs av Karl Moritz Schumann, och fick sitt nu gällande namn av Christian Puff och Elmar Robbrecht. Knoxia hedyotoidea ingår i släktet Knoxia och familjen måreväxter. Inga underarter finns listade i Catalogue of Life.